# جاكلين أ. سميث
جاكلين أ. سميث هي ممثلة كندية، ولدت في القرن العشرين في تورونتو في كندا.

## أعمال

### أفلام
- الفطيرة الأمريكية 5: الميل العاري
- الفطيرة الأمريكية:منزل بيتا

## وصلات خارجية
- جاكلين أ. سميث على موقع IMDb (الإنجليزية)